# 英国医学科学院
英国医学科学院（英語：Academy of Medical Sciences，直译：“医学科学学院”），是英国医学界最高的学术荣誉机构。英国医学科学院类似于美国的美国国家医学院。

## 历史
英国医学科学院是英国五大学术院中最后成立的学院，于1998年在英国伦敦成立。成立源自在英国的一群资深科学家团体的建议，该资深科学家团体以1966年菲尔兹奖和2004年阿贝尔奖双料得主著名数学大师迈克尔·阿蒂亚为主席。
英国医学科学院主要成员是生物医学领域的科学家和临床医学方面的专家。英国医学科学院与英国很多著名的研究基金关系密切，比如惠康基金会。2008年11月，英国医学科学院庆祝建院10周年，并在惠康基金会在伦敦的总部举行庆祝仪式。
英国医学科学院的院士头衔分两种：Fellow（院士）和Honorary Fellow（荣誉院士）。英国医学科学院院长每四年选举一次。现任院长是伦敦大学学院副教务长教授John Tooke爵士（2011年當選）。

## 华人院士
- 陈竺——中华人民共和国卫生部部长，2008年当选为英国医学科学院荣誉院士（Honorary Fellow）。[1]